# Salem Rashid
Salem Rashid Obaid Sanad Rashid, meglio noto come Salem Rashid (in arabo  سالم راشد عبيد‎?; Abu Dhabi, 21 gennaio 1993), è un calciatore emiratino, difensore dell'Ittihad Kalba.

## Palmarès

### Club

#### Competizioni nazionali
- Campionato emiratino: 2 :

Al-Jazira: 2016-2017, 2020-2021
- Coppa del Presidente degli Emirati Arabi Uniti: 1 :

Al-Jazira: 2015-2016
- UAE Super Cup: 1 :

Al-Jazira: 2021